# Група Гротендіка
Групою Гротендіка називається деяка група, що є розширенням комутативного моноїда. Поняття активно використовується зокрема у теорії представлень, алгебраїчній геометрії і K-теорії. Названа на честь французького математика Александра Гротендіка, який ввів це поняття в середині 1950-х років.

## Універсальна властивість
У найбільш простих термінах, група Гротендіка комутативного моноїда є універсальним способом перетворити цей моноїд в абелеву групу. Нехай {\displaystyle M} є комутативним моноїдом тобто комутативною напівгрупою із нейтральним елементом. Операцію в {\displaystyle M} переважно називають додаванням. Група Гротендіка моноїда {\displaystyle M} (позначається зазвичай {\displaystyle K} або {\displaystyle K_{0}}) є абелевою групою, яка є (в певному сенсі) розширенням моноїда {\displaystyle M} до групи, тобто допускає операцію не тільки суми, але і різниці двох елементів.
Група Гротендіка {\displaystyle K} повинна задовольняти універсальну властивість: існує гомоморфізм моноїдів
{\displaystyle i\colon M\rightarrow K}
такий, що для будь-якого гомоморфізму моноїдів
{\displaystyle f\colon M\rightarrow A}
в абелеву групу {\displaystyle A} існує єдиний гомоморфізм абелевих груп
{\displaystyle g\colon K\rightarrow A}
такий, що
{\displaystyle f=g\circ i.}
У термінах теорії категорій, функтор, що переводить комутативний моноїд {\displaystyle M} у його групу Гротендіка {\displaystyle K} є лівим спряженим функтором функтора забуття із категорії абелевих груп у категорію комутативних моноїдів.

## Явна побудова
Розглянемо декартовий добуток {\displaystyle M\times M}, елементами якого є пари {\displaystyle (a,b)}, де {\displaystyle a,b\in M}. На множині {\displaystyle M\times M} можна ввести відношення еквівалентності, при якому елементи {\displaystyle (a,b)} і {\displaystyle (a',b')} є еквівалентними, якщо для них існує такий елемент {\displaystyle c\in M,} що
{\displaystyle a+b'+c=a'+b+c}
Дане відношення дійсно є відношенням еквівалентності бо {\displaystyle (a,b)\sim (a,b)} випливає з того, що {\displaystyle a+b=b+a,} симетричність є очевидною, а з еквівалентностей {\displaystyle (a,b)\sim (a',b')} і {\displaystyle (a',b')\sim (a'',b'')} існування елементів {\displaystyle c,c'\in M,} для яких {\displaystyle a+b'+c=a'+b+c} і {\displaystyle a'+b''+c'=a''+b'+c'.} Але додавши останні дві рівності можна отримати: {\displaystyle a+b''+(a'+b'+c+c')=a''+b+(a'+b'+c+c'),} тобто також {\displaystyle (a,b)\sim (a'',b'')} і відношення є транзитивним.
Нехай {\displaystyle [a,b]} позначає клас еквівалентності відповідної пари. Тоді зокрема {\displaystyle [a,b]=[a+c,b+c]} для всіх всіх {\displaystyle c\in M}.
На множині класів еквівалентності можна ввести операцію додавання як:
{\displaystyle [a,b]+[a',b']=[a+a',b+b'].}
Дана операція є коректно визначеною тобто не залежить від представників класів еквівалентності. Справді, якщо {\displaystyle (a,b)\sim (c,d)} і {\displaystyle (a',b')\sim (c',d')} то {\displaystyle a+d+e=b+c+e} і {\displaystyle a'+d'+e'=b'+c'+e'} для деяких {\displaystyle e,e'\in M}. Тоді додавши ці рівності отримаємо {\displaystyle a+a'+d+d'+(e+e')=b+b'+c+c'+(e+e'),} тобто {\displaystyle (a+a',b+b')\sim (c+c',d+d').}
Із властивостей моноїда випливає, що це додавання буде асоціативною і комутативною операцією. Клас еквівалентності пар виду {\displaystyle (a,a)} для всіх {\displaystyle a\in M} є нейтральним (нульовим) елементом для такого додавання. Для класу еквівалентності {\displaystyle [a,b]} клас еквівалентності {\displaystyle [b,a]} буде оберненим. Таким чином множина класів еквівалентності із операцією додавання буде групою, яку і називають групою Гротендіка {\displaystyle K} моноїда {\displaystyle M}. Клас еквівалентності {\displaystyle [a,b]} називається також формальною різницею елементів {\displaystyle a} і {\displaystyle b} і позначається {\displaystyle a-b}.
Кожному елементу {\displaystyle a\in M} можна поставити у відповідність формальну різницю {\displaystyle a-0}, тобто клас еквівалентності {\displaystyle [a,0]}, тобто існує гомоморфізм моноїда {\displaystyle M} у його групу Гротендіка. Цей гомоморфізм буде ін'єктивним тоді і тільки тоді коли {\displaystyle M} є моноїдом із скороченням, тобто із {\displaystyle a+c=b+c} випливає, що {\displaystyle a=b.}

## Приклади

### Цілі числа
Найпростіший приклад групи Гротендіка — побудова цілих чисел із натуральних (включно із нулем). Натуральні числа із нулем і звичайним додаванням {\displaystyle (\mathbb {N} ,+)} утворюють комутативний моноїд. Використовуючи конструкцію групи Гротендіка, розглянемо формальні різниці натуральних чисел {\displaystyle n-m} із відношенням еквівалентності
{\displaystyle n-m\sim n'-m'\leftrightarrow n+m'=n'+m.}
Тепер можна позначити
{\displaystyle n:=[n-0],}
{\displaystyle -n:=[0-n]}
для всіх {\displaystyle n\in \mathbb {N} }. Ця конструкція визначає цілі числа {\displaystyle \mathbb {Z} }. 

### Додатні раціональні числа
Для мультиплікативного комутативного моноїда {\displaystyle (\mathbb {N} ^{*},*)} (натуральних чисел без нуля) група Гротендіка складається із формальних часток  {\displaystyle p/q} із відношенням еквівалентності: 
{\displaystyle p/q\sim p'/q'\Leftrightarrow pq'r=p'qr} для деякого {\displaystyle r\Leftrightarrow pq'=p'q} .
Цю групу очевидно можна ідентифікувати із мультиплікативною групою додатних раціональних чисел.

### Приклад моноїда без скорочень
У двох попередніх прикладах розглядалися моноїди із скороченнями. Для таких моноїдів відношення еквівалентності в означенні групи Гротендіка можна записати простіше: {\displaystyle (a,b)\sim (a',b')} тоді і тільки тоді, коли {\displaystyle a+b'=a'+b.} Навпаки коли у групі Гротендіка {\displaystyle (a,b)\sim (a',b')} тоді і тільки тоді, коли {\displaystyle a+b'=a'+b} то відповідний моноїд є моноїдом із скороченням (що відразу випливає із розгляду пар виду {\displaystyle (a,0)}).
Простим прикладом моноїда без скорочень є множина {\displaystyle M=\{0,1\}} із операцією додавання заданою як {\displaystyle 0+0=0} і {\displaystyle 0+1=1+0=1+1=1}. У цьому випадку на {\displaystyle M\times M} маємо {\displaystyle (0,0)\sim (0,1)\sim (1,0)\sim (1,1)} (якщо взяти {\displaystyle c=1} в усіх випадках) і група Гротендіка є тривіальною. Проте якщо розглянути відношення {\displaystyle \equiv } задане як
{\displaystyle (a,b)\equiv (a',b'),\ } якщо і тільки якщо {\displaystyle m_{1}+n_{2}=m_{2}+n_{1}}
то {\displaystyle (0,1)\equiv (1,1),\ (1,0)\equiv (1,1)} але {\displaystyle (0,1)\not \equiv (1,0),} тому це відношення не є навіть транзитивним. Цей приклад показує необхідність додавання {\displaystyle c} в побудові групи.

### Група Гротендіка многовида
Конструкція групи Гротендіка активно використовується у K-теорії. Група {\displaystyle K_{0}(M)} компактного многовида M за означенням є групою Гротендіка комутативного моноїда на класі ізоморфізмів векторних розшарувань скінченної розмірності на M  де операцією є пряма сума розшарувань. Ці операції визначають контраваріантний функтор із категорії компактних многовидів у категорію абелевих груп.